# Paracolletes callander
Paracolletes callander är en biart som beskrevs av Cockerell 1915. Paracolletes callander ingår i släktet Paracolletes och familjen korttungebin. Inga underarter finns listade i Catalogue of Life.

## Bildgalleri

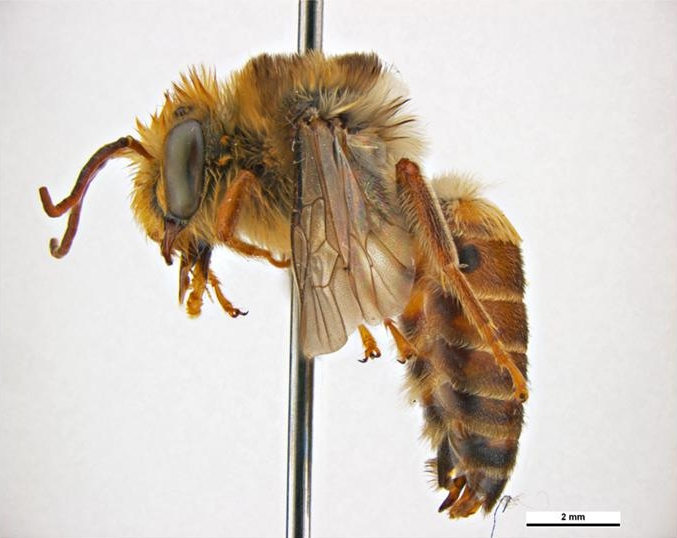